# 966 (szám)
A 966 (római számmal: CMLXVI) egy természetes szám.

## A szám a matematikában
A tízes számrendszerbeli 966-os a kettes számrendszerben 1111000110, a nyolcas számrendszerben 1706, a tizenhatos számrendszerben 3C6 alakban írható fel.
A 966 páros szám, összetett szám, nyolc egymást követő prímszám összege (103 + 107 + 109 + 113 + 127 + 131 + 137 + 139), Harshad-szám. Kanonikus alakban a 21 · 31 · 71 · 231 szorzattal, normálalakban a 9,66 · 102 szorzattal írható fel. Tizenhat osztója van a természetes számok halmazán, ezek növekvő sorrendben: 1, 2, 3, 6, 7, 14, 21, 23, 42, 46, 69, 138, 161, 322, 483 és 966.
Érinthetetlen szám: nem áll elő pozitív egész számok valódiosztóösszeg-függvényeként.